# Draft NFL 1957
Il Draft NFL 1957 si è tenuto il 27 novembre 1956.

## Primo giro
|  | = Pro Bowler |  | = Hall of Famer |

| Scelta | Squadra                                 | Giocatore      | Ruolo           | College        |
| ------ | --------------------------------------- | -------------- | --------------- | -------------- |
| 1      | Green Bay Packers                       | Paul Hornung   | Halfback        | Notre Dame     |
| 2      | Los Angeles Rams                        | Jon Arnett     | Halfback        | USC            |
| 3      | San Francisco 49ers                     | John Brodie    | Quarterback     | Stanford       |
| 4      | Green Bay Packers                       | Ron Kramer     | End             | Michigan       |
| 5      | Pittsburgh Steelers                     | Len Dawson     | Quarterback     | Purdue         |
| 6      | Cleveland Browns                        | Jim Brown      | Fullback        | Syracuse       |
| 7      | Philadelphia Eagles                     | Clarence Peaks | Fullback        | Michigan State |
| 8      | Baltimore Colts                         | Jim Parker     | offensive guard | Ohio State     |
| 9      | Washington Redskins                     | Don Bosseler   | Fullback        | Miami (FL)     |
| 10     | Chicago Cardinals                       | Jerry Tubbs    | Centro          | Oklahoma       |
| 11     | Los Angeles Rams (From New York Giants) | Del Shofner    | Back            | Baylor         |
| 12     | Detroit Lions                           | Bill Glass     | Guard           | Baylor         |
| 13     | Chicago Bears                           | Earl Leggett   | Tackle          | LSU            |

## Hall of Fame
All'annata 2013, nove giocatori della classe del Draft 1957 sono stati inseriti nella Pro Football Hall of Fame:
- Jim Brown, Fullback da Syracuse scelto come sesto assoluto Cleveland Browns.

Induzione: Professional Football Hall of Fame, classe del 1971.
- Jim Parker, Guardia da Ohio State taken scelto come ottavo assoluto Baltimore Colts.

Induzione: Professional Football Hall of Fame, classe del 1973.
- Sonny Jurgensen, Quarterback da Duke scelto nel corso del quarto giro (43º assoluto) Philadelphia Eagles.

Induzione: Professional Football Hall of Fame, classe del 1983.
- Paul Hornung, Quarterback da Notre Dame scelto come primo assoluto dai Green Bay Packers.

Induzione: Professional Football Hall of Fame, classe del 1986.
- Len Dawson, Quarterback da Purdue scelto come quinto assoluto Pittsburgh Steelers.

Induzione: Professional Football Hall of Fame, classe del 1987.
- Don Maynard, Wide Receiver da Texas Western scelto nel corso del nono giro (109º assoluto) dai New York Giants.

Induzione: Professional Football Hall of Fame, classe del 1987.
- Henry Jordan, Defensive Tackle da Virginia scelto nel corso del quinto giro (52º assoluto) dai Cleveland Browns.

Induzione: Professional Football Hall of Fame, classe del 1995.
- Tommy McDonald, Wide Receiver da Oklahoma scelto nel corso del terzo giro (31º assoluto) dai Philadelphia Eagles.

Induzione: Professional Football Hall of Fame, classe del 1998.
- Gene Hickerson, Offensive Guard dalla University of Mississippi scelto nel settimo giro (78º assoluto) dai Cleveland Browns.

Induzione: Professional Football Hall of Fame, classe del 2007.